# De Waepenaert (familie)
De familie de Waepenaert is een Belgische adellijke familie die haar oorsprong vindt in de zwaardadel van het Heilige Roomse Rijk.

## Geschiedenis

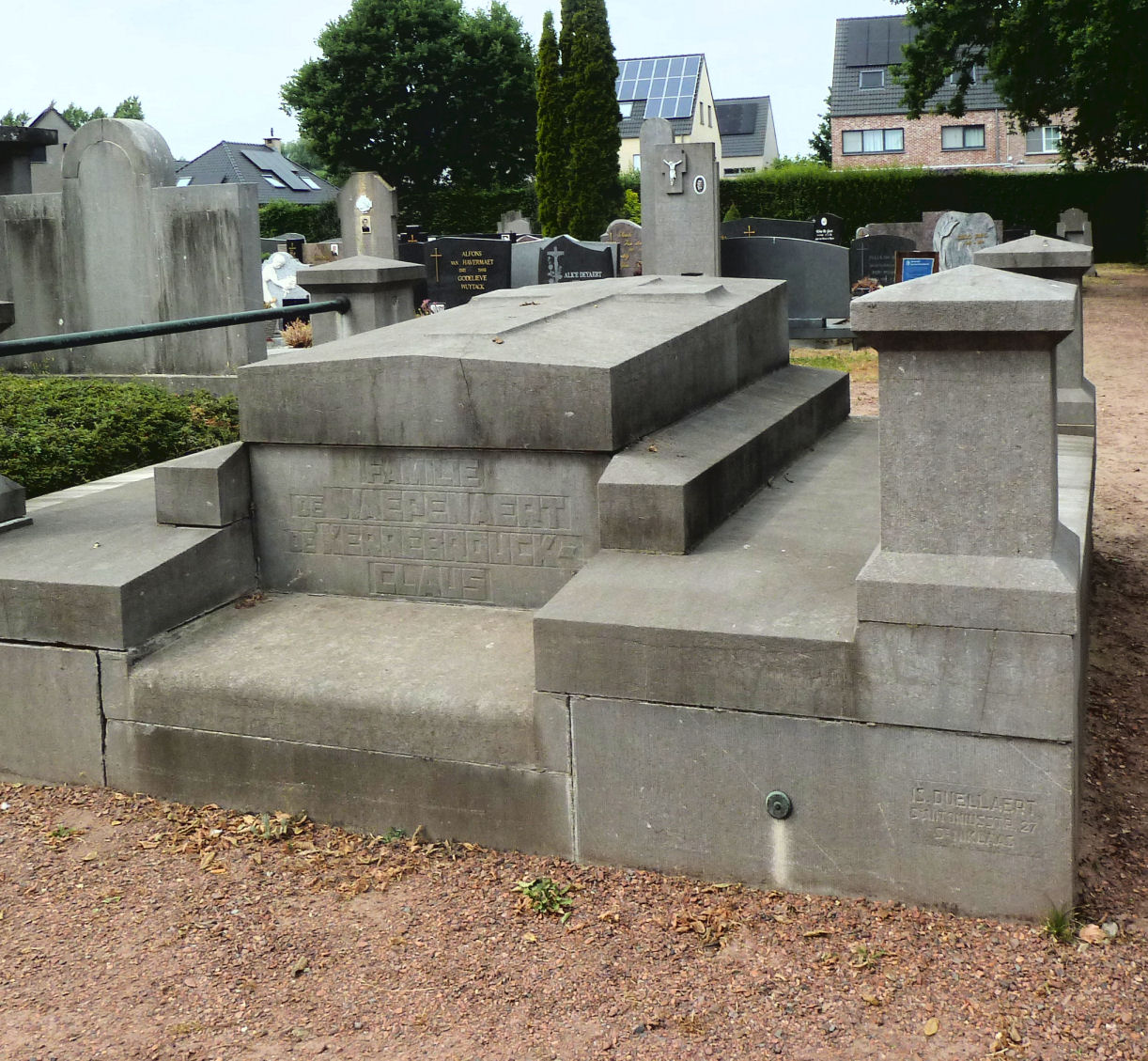
Art-Deco grafzerk van Florent de Waepenaert, in Sint-Pauwels. Gehouwen door Isidore Duelaert.

De familie de Waepenaert was afkomstig uit het Hertogdom Kleef, waar zij in 1309 werden vermeld als "noble maison". Petrus de Waepenaert kwam in het gevolg van Adolf van Kleef-Ravenstein naar het Graafschap Vlaanderen en vestigde zich te Sinaai. Hij werd de voorouder van de Zuid-Nederlandse familie de Waepenaert.
Op 18 september 1669 ontving de familie een erkenning van haar adellijke status door Karel II van Spanje, waar in het diploma te lezen viel:
"certifions à tous qu'il appartiendra que la famille de Waepenaert est très-ancienne et Noble, portant pour armes un Escu de Gueulle à trois testes d'hommes armés etc., ledit Escu surmonté d'un Timbre, feuillages et Simier etc.", laquelle famille de Waepenaert trouvons estre originaire du pays de Clèves, où elle a paru parmij la Noblesse du temps de Thiérij 9e de ce nom, Comte de Clèves l'an 1309, et y avoir déservij des honorables charges et Offices tant Ecclésiastiques qu'en la milice, dont une branche de ladite famille s'est établie en Flandres par le moyen de Pierre de Waepenaert, lequel y accompagna Adolphe de Clèves-Ravenstein, seigneur de Ravesteyn, Admiral de la mer des Flandres duquel Pierre et d'Anne Isebrant sont légitimement issus par succession de temps touts ceux du surnom de Waepenaert, habituéz dans le Paij de Wals à Sinay et aux environs, lesquels peuvent et doivent porter continuer le port de leurs dits armes avec les marques d'honneur en dépendant à perpétuité sans contradiction pour être comme dict est légitimement descendu de la susdite Noble famille de Waepenaert, etc. etc."
In 1720 verleende keizer Karel VI adelsverheffing aan Jean Waepenaert, weliswaar volgens het onregelmatige kanaal van het keizerrijk. Die zijn zoon, Charles Waepenaert werd in 1724 benoemd tot raadsheer in de Grote Raad van Mechelen, hetgeen adelserkenning verleende, voor zoveel nodig. In 1735 werd de titel ridder bevestigd voor Emmanuel de Waepenaert en voor zijn broers Jean, Ferdinand en Antoine.
De opeenvolgende familiehoofden waren:
- Marinus Waepenaert, de stamvader, brouwer en pachter in Sinaai[4], x Clara Coolman.
  - Marinus Waepenaert (†1692), baljuw van Oordegem, getrouwd met Jossine de Witte (†1672).
    - Joannes Marinus de Waepenaert (1663-1724), griffier van Uitbergen en Overmere, schepen van het Land van  Dendermonde, ridder van het Heilig Roomse Rijk in 1720, x Maria Guens (1665-1736). In 1713 kocht hij de heerlijkheid Erpe.
      - Carolus Philippus de Waepenaert (1691-1735), x Marie Elbo (1688-1737), heer van Erpe, raadsheer in de Grote Raad van Mechelen. 
        - Joannes Philippus de Waepenaert (1719-1797), x Angelina Van Praet (1720-1797). Hij was heer van Erpe, raadsheer en procureur-generaal van de Grote Raad van Mechelen.
          - Pierre de Waepenaert d'Erpe (zie hierna).

      - Emmanuel de Waepenaert (1699-1770), x Maria Ludovica Thierins, erfelijke dame van sleutelhof xx Marie-Thérèse Goubau (1717-1787).
        - Karel de Waepenaert de Kerrebrouck (1749-1794), x Jossine de Waepenaert (1747-1801).
          - Jozef Ferdinand de Waepenaert de Kerrebrouck (1783-1867), x Adelaïde de Coninck (1779-1814), xx Isabella Van Ginderachter (1794-1872).
            - Louis de Waepenaert d'Erpe (zie hierna).
            - Raymond Jan de Waepenaert de Kerrebrouck (1825-1873), x Anna Coleta Wauman (1828-1910). Hij was burgemeester van Grembergen.
              - Prosper de Waepenaert de Kerrebrouck (1850-1925). Hij was burgemeester van Grembergen.
              - Florent de Waepenaert de Kerrebrouck (1857-1935), x Sidonie Claus (1862-1936). Hij was burgemeester van Sint-Pauwels.
                - Reimond de Waepenaert (zie hierna).
                - Juliaan de Waepenaert (1897-1951), x Alice Van Overloop.
                  - Adrien de Waepenaert (zie hierna).

  - Charles de Waepenaert (1664-1708), x Jeanne Vleminckx.
    - Anthon de Waepenaert de Termiddelerpen (1715-1798), x Claire Diericx (1723-1765).
      - Karel de Waepenaert de Termiddelerpen (1760-1834), x Marie-Jeanne de Clippele (1757-1788), xx Marie van Langenhove (°1766), xxx Marie Wouters (1767-1843).
        - Tak de Waepenaert de Termiddelerpen, doofde uit in de 19de eeuw.

## Pierre de Waepenaert
Pierre Joseph de Waepenaert d'Erpe (Mechelen, 1 juni 1757 - 28 april 1827) licentiaat in de rechten, was een zoon van Jean de Waepenaert (zie hierboven), raadsheer en procureur bij de Grote Raad van Mechelen. Hij werd in de Franse tijd administrateur voor Mechelen van de in beslag genomen goederen. In 1818 werd hij erkend in de erfelijke adel met de titel baron, overdraagbaar bij eerstgeboorte, of desnoods op de oudste zoon van zijn broer Joseph de Waepenaert de Kerrebrouk. Hij werd schepen van Mechelen en lid van de Ridderschap van Antwerpen.
Hij trouwde met Marie Huens (1769-1812) en met Marie-Caroline van der Gracht de Frétin (1779-1864). Beide huwelijken bleven kinderloos. De weduwe Marie-Caroline hertrouwde met burggraaf Leonard du Bus de Gisignies.

## Louis de Waepenaert
Louis Joseph de Waepenaert d'Erpe (Grembergen, 11 december 1808 - Brussel, 27 december 1838) was een zoon van Joseph Ferdinand de Waepenaert de Kerrebrouck. Hij werd geboren en groeide op in het Hof ter Geesten, dat door zijn vader in 1807 was aangekocht. Hij erfde in 1827 de status van erfelijke adel en de titel baron van Erpe van zijn oom Pierre de Waepenaert d'Erpe. Louis trouwde met Ernestine d'Aiguillon (°1807), maar het huwelijk bleef kinderloos. Zijn vrouw was goed geconnecteerd binnen zowel de oude adel, als de Napoleonitsche adel. Ze was namelijk een afstammeling van de hertog van Aiguillon uit het huis de Vignerot du Plessis-Richelieu, en de nicht van zowel graaf Anoine de Lasalle, die sneuvelde tijdens de slag van Wagram, als de nicht van graaf César Berthier de Berluy, de broer van prins Louis Alexander Berthier, en eveneens de nicht van burggraaf François Isidore Wathiez.

## Reimond de Waepenaert
Reimond Pieter Jozef Maria de Waepenaert (Grembergen, 24 november 1891 - Sint-Pauwels, 5 februari 1978) werd een paar weken voor zijn dood erkend in de erfelijke adel met de titel ridder, overdraagbaar bij eerstgeboorte, maar hij bleef vrijgezel. Hij was een zoon van Florent de Waepenaert (zie hierboven). Hij werd burgemeester van Sint-Pauwels.

## Adrien de Waepenaert
Adrien Florent François Marie de Waepenaert (Sint-Niklaas, 17 februari 1933 - Sint-Gillis-Waas, 2 februari 1984), zoon van Julien de Waepenaert (zie hierboven), en van Alice Van Overloop, werd in 1978 erkend in de erfelijke adel. Hij trouwde met Liliane Poppe (°1933) en er zijn afstammelingen tot heden.